# 小松士郎のラジオのたまご
『小松士郎のラジオのたまご』（こまつしろうのラジオのたまご）は、RKKラジオ（熊本放送）で、2005年4月4日 - 2017年9月29日迄 平日 14:30 - 18:00（JST）に放送されていたラジオ番組。通称「ラジたま」。

## 概要
2013年改編以前に番組のエンディングテーマとして使用されていた曲は、100s（ヒャクシキ）の「またあした」（ファーストアルバム「OZ」に収録）。
初代ディレクターは久島健一。
ラジオだけでなく、RKKのホームページでも放送（インターネット生放送）されている他、番組内で放送している「ラジたま中年訓示」「ラジたまオリコミ川柳」および15時台の各曜日の日替わりコーナーは、ポッドキャスティングで聴く事ができる。月曜から金曜まで毎日更新されている。
現在では「ラジたまオリコミ川柳」と「3時です・日産です!!」の日替わりコーナーがポッドキャスティングとして配信されている。
2005年4月3日の番組放送開始当初から4年にわたり、番組パーソナリティを務めてきた江上浩子アナが2009年3月27日放送をもってこの番組を卒業（報道部に異動し、同年3月30日より「総力報道!NEWS LIVE くまもと」メインキャスターを務めている）。同年4月からは、後任として岡村清香アナが務めることになった。
2009年4月1日から水〜金の番組パーソナリティーを務めてきた岡村清香アナが2010年4月2日の放送をもって番組を卒業。
翌週4月5日放送から元RKKラジオミミーキャスターで、4月2日で終了した平日夕方のラジオ番組「ほわ〜っと夕方」の番組パーソナリティーを務めた須藤あきが後任を務める。
またこの週から月〜水を村岡章子が担当し、木・金は、須藤あきが担当した。
2013年4月1日から「きよさんのラジオ夕刊」と統合され放送時間が延び、終了が18:00となる。これは放送終了まで不変だった。
2015年4月からアシスタントは全曜日交代担当となった。

## 出演者
2013年以前からの出演者には原則ニックネームがついており、公式サイトのジャンケン・リクエストの成績表はニックネームで掲載されていた。

### 終了時
メインパーソナリティ
- 小松士郎（タレント・ディスクジョッキー）⇒ニックネーム「ツルリ〜ヌ」

曜日別アシスタント
- 西村赤音（タレント・ローカルアイドル（虹色ヴィーナスのリーダー）、2017年4月より月曜日を担当）
- 村岡章子（タレント、月-水担当 2007年9月まで木曜日、2009年10月 - 2010年4月2日までは月曜・火曜、2010年4月-2011年3月は月曜-水曜、2011年4月 - 2017年3月までは月曜、終了時は火曜日を担当）⇒ニックネーム「ショコリ〜ヌ」
- マッキー（タレント、2015年4月より水曜日を担当）
- 藤本愛英（雑誌編集者（元テレビくまもとアナウンサー）、2015年4月より木曜日を担当）⇒大抵「イトちゃん」と呼ばれていた。
- 須藤あき（元ミミーキャスター[4]、2010年4月-2011年3月は木曜・金曜、2011年4月より金曜日担当）⇒ニックネーム「アッキーナ」。小松は本編中もニックネームで呼んでいた。後継番組のメインパーソナリティをつとめた（2021年9月24日限りで降板し引退）。

気象担当
- 森明子（気象予報士・熊本放送報道部員）

### 過去の出演者
- 江上浩子（RKK元アナウンサー、現在報道部所属）⇒ニックネーム「ヒロリ〜ヌ」
  - 2005年4月 - 2007年9月は月-水・金、2007年10月 - 2009年3月は水-金を担当。報道部へ配転のため降板
- 岡村清香（RKK元アナウンサー、退職）⇒ニックネーム「サヤリ〜ヌ」
  - 2009年4月1日 - 2010年4月2日 水-金を担当
- 本田恭子（RKK元アナウンサー、現在？）⇒ニックネーム「キョンキョン」
  - 2011年4月-2013年3月は火-木、2013年4月[5] - 2015年1月？は水・木を担当。正確な降板時期は不明。
- 檜室英子（RKK元アナウンサー、現在報道部所属）⇒ニックネーム「ヒムータ」
  - 2013年4月-2014年3月迄火曜を担当[6]
- 野溝美子（RKKアナウンサー)
  - 2014年4月-2017年2月は火曜、2015年1月或い2月？-3月迄は水曜も担当。第2子産休の為降板

### アシスタントの変遷
太字は担当当時現職の熊本放送（RKK）アナウンサー。
| 期間                         | 担当曜日 | 担当曜日 | 担当曜日 | 担当曜日 | 担当曜日 |
| 期間                         | 月曜     | 火曜     | 水曜     | 木曜     | 金曜     |
| ---------------------------- | -------- | -------- | -------- | -------- | -------- |
| 2005年4月4日 - 2007年9月     | 江上浩子 | 江上浩子 | 江上浩子 | 村岡章子 | 江上浩子 |
| 2007年9月 - 2009年3月27日    | 村岡章子 | 村岡章子 | 江上浩子 | 江上浩子 | 江上浩子 |
| 2009年3月30日 - 2010年4月2日 | 村岡章子 | 村岡章子 | 岡村清香 | 岡村清香 | 岡村清香 |
| 2010年4月5日 - 2011年3月     | 村岡章子 | 村岡章子 | 村岡章子 | 須藤あき | 須藤あき |
| 2011年4月 - 2013年3月        | 村岡章子 | 本田恭子 | 本田恭子 | 本田恭子 | 須藤あき |
| 2013年4月 - 2014年3月        | 村岡章子 | 檜室英子 | 本田恭子 | 本田恭子 | 須藤あき |
| 2014年4月 - 2015年1月        | 村岡章子 | 野溝美子 | 本田恭子 | 本田恭子 | 須藤あき |
| 2015年2月 - 3月              | 村岡章子 | 野溝美子 | 野溝美子 | 須藤あき | 須藤あき |
| 2015年4月 - 2017年3月        | 村岡章子 | 野溝美子 | マッキー | 藤本愛英 | 須藤あき |
| 2017年3月 - 9月29日          | 西村赤音 | 村岡章子 | マッキー | 藤本愛英 | 須藤あき |

## コーナー（終了時点）
※熊日ニュースはRKKのニューススタジオより同局の当番アナウンサーが伝える。ただし、諸事情により同局アナウンサー職の者が代理出演をする場合はこの限りではない。

### 14時台
- オープニング
- ラジたま3択クイズ
- 熊日ニュース

### 15時台
- 3時です・日産です!!
  - 前半は、曜日別の日替わりコーナー。後半は「ラジたま音楽の逸品」と題し、洋楽・邦楽を問わず様々なジャンルの音楽を紹介している。
  - 後半は「ラジたまオリコミ川柳」[13]
    - 略して「オリセン」。毎週出されるお題を川柳の「五・七・五」の頭に折り込んで、リスナーに投稿していただくコーナー
    - 毎日最優秀作品の金玉賞（きんぎょくしょう）には、1ポイントを進呈。10ポイント貯まると「高崎だるま・開運だるまねきねこ」がプレゼントされる。半年間のポイント有効期間を設定している（4月〜9月、10月〜翌年3月）。金玉賞に選ばれた作品は番組ホームページで閲覧できる。2009年10月からはポイントが5ポイントまで引き下げられ、プレゼントもエコバッグ＆お楽しみ　ラジたま袋に変わった。
    - 小松がパーソナリティーを務めていたRKKラジオの番組「小松士郎@のほほんラヂオ」から続くコーナー。
    - 下ネタの作品を紹介すると、ピストルの銃声の効果音を流す。また、下ネタや不適切な発言をした時も同様である。
    - 現在では各パーソナリティもお題に沿った川柳を披露している(週替わりでうち1人の一句が番宣スポットに使われていた)。
- Dr福田のやさしい女性の医学（月）[14]
- ミミートピックス
- こちら熊日編集局
  - 熊本日日新聞夕刊の主な記事を紹介するコーナー。休刊日の場合は、当日の熊日朝刊の記事を紹介する。
- RKKメディアプランニングインフォメーション（金）
- さきもりころう隊インフォメーション（金）
- 便り待つの介
  - 月替わりのテーマにちなんだ投稿を募集していたコーナー。葉書・封書のみの募集であった。

### 16時台
- 熊日ニュース
- これからのお天気
  - RKK報道部の気象予報士・森明子（元「夕方いちばんNEWS」お天気キャスター）が天気を詳しく解説する。
- ラジたまジャンケン・リクエスト
- 交通情報
- ラジたまリサーチ
- あなたにハッピー・メロディ （ニッポン放送制作）[15]

### 17時台
- ニュース・パレード（文化放送制作）
- 交通情報（月-木はスズキ自販熊本スポンサーの「SUZUKI HAPPY TRAFFIC INFORMATION」[16]）
- ネットワークTODAY（TBSラジオ制作・荒川強啓_デイ・キャッチ!より）
- 交通情報
- 熊日ニュース

### 番組終了以前に終了したコーナー
- 金曜日：「アナグラムの世界」
  - 「アナグラム」とは、もともとある言葉や文章の文字を入れ替えて、あたらしい文章をひねり出す遊びのこと（例:横浜優勝=ユウコは魔性よ、フランク永井=服がいらんな、サラウンド=皿うどん）。
  - 2006年6月30日を最後に休止中。アナグラ大賞、あるいは佳作に選ばれた作品は番組ホームページで閲覧できる。またこのコーナーは、一部、ポッドキャスティングで聞くことができる。
  - 小松がパーソナリティーを務めていたRKKラジオの番組「小松士郎＠のほほんラヂオ」でも放送されていた。
- 火曜日：「夜の一品」
  - 小松と江上アナがひとつの食材を使って、夕食に最適な一品を紹介する創作料理対決。自宅で作ってきた料理を生放送で披露（試食）し、ゲスト審査員（ほとんどミミーキャスター）と番組スタッフの合計3人によるジャッジ（多数決）で勝敗を決める。? - 2007年9月終了。
- 月曜日：「章子の目!」
  - 村岡章子の目を通して気になった出来事・物・人間関係など、世の中の様々な事をひとつ取り上げて語るコーナー。2007年10月開始。2008年9月22日終了。
- 木曜日：「熊本ウルルン倦怠期」
  - 夫婦の不平・不満、感動した話など、夫婦に関するエピソードを紹介する。番組で採用されるネタは、夫婦の不平・不満やお悩みがほとんどだった。2007年9月まで毎週月曜日→2007年10月から毎週木曜日。2009年3月26日終了。
- 金曜日：「浩子の、見出しチェ〜ック!」
  - 今週発売された週刊誌や月刊誌の中から、江上アナが気になった記事を紹介する。2006年7月7日開始。2008年9月26日終了。
- 金曜日：「小松のコラム」
  - 社会のあらゆる出来事（政治・経済・教育・海外情勢・事件事故など）を、小松が独特の視点で論じる。2008年9月まで毎週水曜日→2008年10月〜2009年3月は毎週金曜日。2009年3月27日終了。
- 火曜日：「アラフォー・ミュージック」
  - 村岡章子おすすめのアラフォー世代に送る音楽を紹介する。2009年4月7日開始。2009年9月29日終了。
- 水曜日：「アラ30Cafe」
  - 2009年4月1日にスタートした岡村清香アナのコーナー。30代の彼女が感じる日常生活にある様々な想いを語る。2009年9月30日終了。
- ラジたま　謎掛け問答セレクション
  - 毎週決まったテーマを出し、それに対して謎かけ問答をすると言うコーナー。金曜日には最高金賞を発表し、受賞者には小松士郎お手製のTシャツがプレゼントされる。最高金賞に選ばれた作品は番組ホームページで閲覧できる。
- 採れたてニュース(16時台)
  - 報道部記者が最新のニュースを解説する。2013年4月開始で、元は統合前の「きよさんのラジオ夕刊」のコーナーだったもの。
- 昼下がりの英会話（2011年 - 2012年3月・2013年4月 -2015年1月？、火曜→木曜）
  - 英会話のコーナーで、インターナショナル系の幼稚園・英語教室から講師を迎えていた。2012年4月から一旦「ピカソラジオ英会話」として独立番組化され土曜22時台[17]に放送されていたが、2013年4月改編で同番組が終了したことから再びラジたまのコーナーとなる。
- メキキの聞き耳→ニュースクリップ（TBSラジオ制作・荒川強啓_デイ・キャッチ!より）
  - 2015年3月限りでネット打ち切り。

## ラジたまジャンケン・リクエスト
基本的に火曜 - 金曜の15時台→月・水・金の16時台（少なくとも2010年以降に移動）に放送していたコーナー。シーズン14（2015年4月開始）から原則全曜日16:20 - 放送のコーナーとなる。略して「ジャンリク」。小松宛・各曜日担当の女性出演者宛にご指名で好きな曲を番組宛てにリクエストをし、一回勝負のジャンケンで勝った方にリクエストされた曲が採用される。採用されるとプレゼントが当たり、時期により支那そば北熊の「支那そばセット」や、仲卸業者セレクトの野菜詰め合わせ（熊本大同青果提供）等がプレゼントされていた。番組の女性陣を総称して「ラジたまレディース」と呼ぶ。
- 1シーズン100戦行う。
- シーズン2以降、5連勝すると、RKKラジオ局長から「高級ワイン」がプレゼントされる。5連敗すると「高級ワイン」を自腹でリスナーにプレゼントしなければならないペナルティが科せられる。
- シーズン3以降、ラジたまレディースが100戦中何勝するかを予想するクイズを出題する。正解者の中から2名に、5,000円分の「VISAギフトカード」をプレゼントしている。
- 2009年3月27日放送で番組を卒業した江上浩子アナは、週3日出ているにもかかわらず、負けが多く、連勝より連敗が多かった。また成績を発表する時、小松が「ラジたまおばさんず」と言うと、すかさず「レディースですよ!!」と言っていた。
  - シーズン6では、当時水-金のパーソナリティーを務めていた江上浩子が2009年3月27日放送をもって番組を卒業したため、翌週4月1日から後任の岡村清香アナがこれまでの勝敗を引き継いで続けられた。
  - そののちシーズン7では、岡村が2010年4月2日放送でこの番組を卒業したため、翌週4月8日放送から木・金を担当する須藤が岡村のこれまでの勝敗を引き継ぐことになった。
- シーズン9においては、小松がコーナー開始以来初の負け越し（勝率4割6分）を喫している。この時の最高勝率は6割2分9厘の本田恭子アナだった[18]。
  - しかし、この直後のシーズン10では、小松が最高勝率を挙げている[19]。
- 2013年度のみの出演である檜室英子アナは火曜日のみ担当だった為、原則として当コーナーには出演していない。この為、後継の野溝美子アナも当初、正式にはこのコーナーに出演しておらず、シーズン13途中から参加しているものの、成績表ではイレギュラー扱いされていた[20]。野溝はシーズン14から正式参戦している。

- 最終的にシーズン20で番組終了。

## 曜日別日替わりコーナー
15時台の「3時です・日産です!!」の前半では、各曜日ごとに日替わりのコーナーを放送していた。ここでは2009年頃の状況を記す。
- 月曜日：「章子の、見出しチェ〜ック!」
  - 2008年9月26日まで毎週金曜日に放送していたコーナー「浩子の、見出しチェ〜ック!」が月曜日に移動。これに伴い、月曜・火曜のパーソナリティー・村岡章子が担当することになった。発売された週刊誌や月刊誌の中から、村岡が気になった記事を紹介する。2008年9月29日開始。
- 火曜日：「ムービー・セレクション」
  - 2009年10月6日より開始。新作映画のうち1本を小松士郎・村岡章子が実際に見て紹介するコーナー。
- 水曜日：「さやかの眼」
  - 2009年9月30日まで放送していた「アラ30Cafe」を改名、リニューアル。2009年10月6日開始。
- 木曜日：「読書家への道」
  - RKKラジオの読書家である小松が今週読んだ一冊を紹介。紹介した本のプレゼントもある。このコーナーで紹介した本は、番組ホームページやRKKの携帯サイトで閲覧できる。2007年9月まで毎週木曜日→2007年10月から2009年3月まで毎週火曜日→2009年4月から毎週木曜日。
- 金曜日：「コマツのエンタメ・コラム」
  - 2009年3月まで放送していた「小松のコラム」を改名、リニューアル。2009年4月3日開始。